# Englischer Ginster
Der Englische Ginster (Genista anglica) ist eine Pflanzenart aus der Gattung Ginster (Genista) in der Unterfamilie der Schmetterlingsblütler (Faboideae).

## Beschreibung

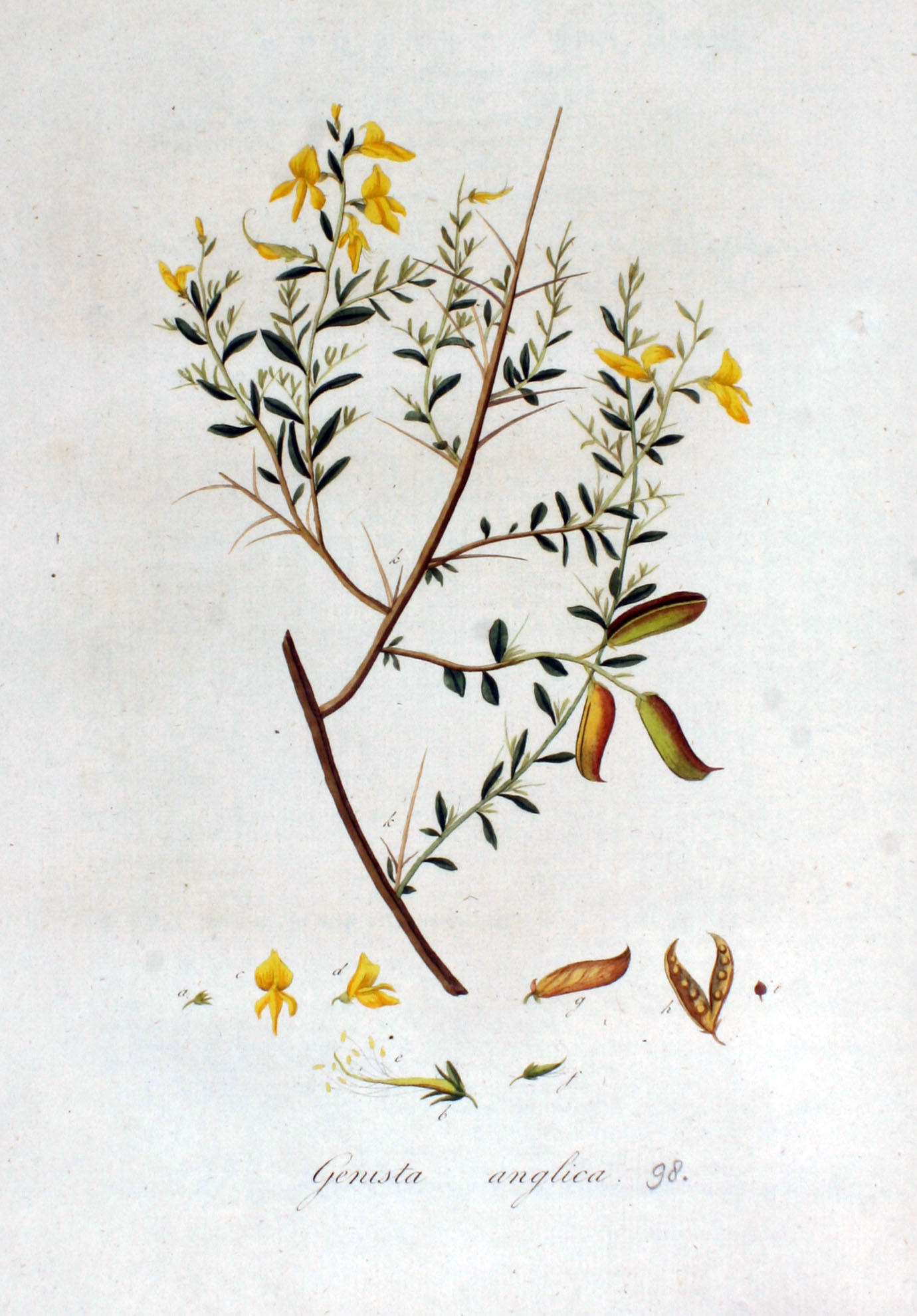
Illustration aus Flora Batava, Volume 2

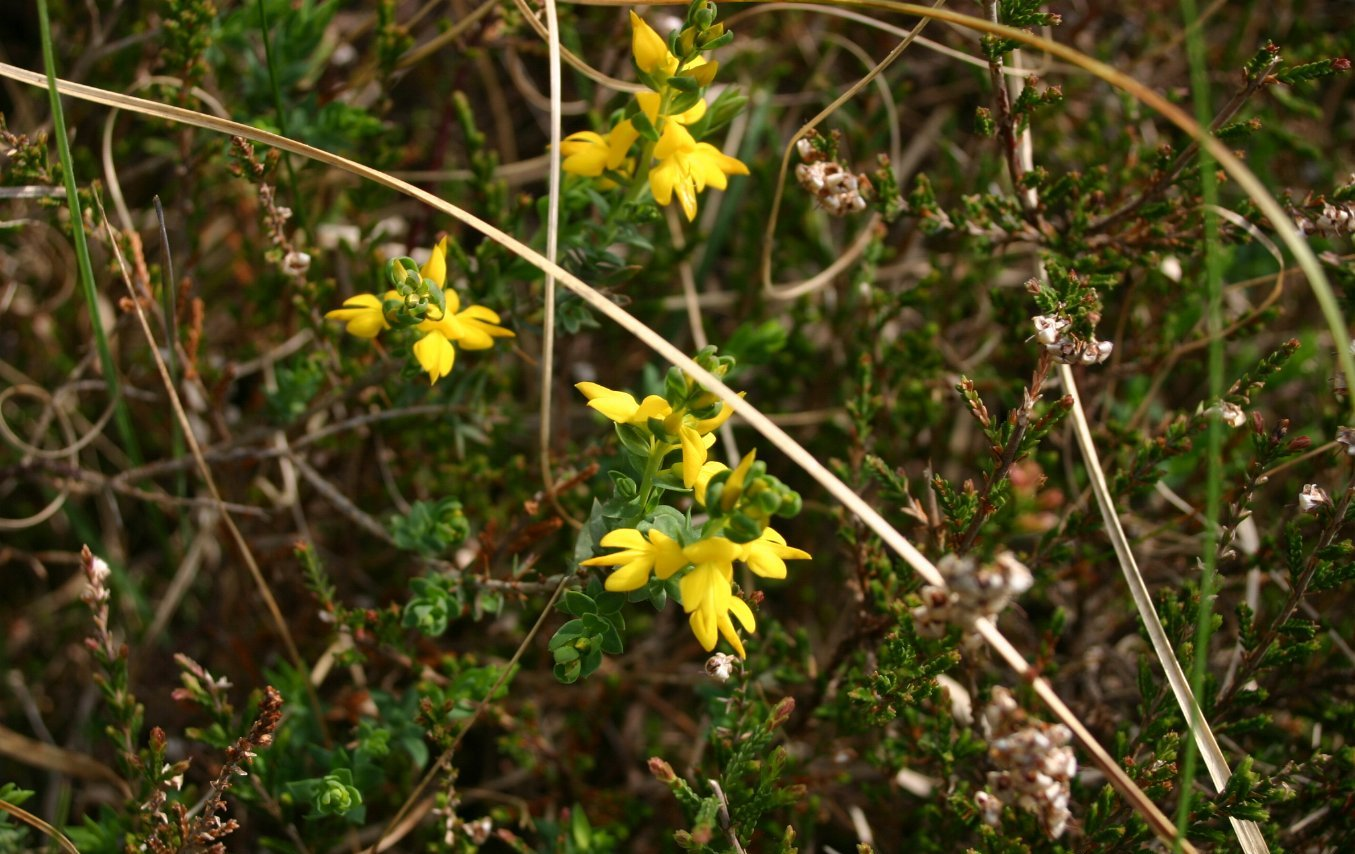
Habitus

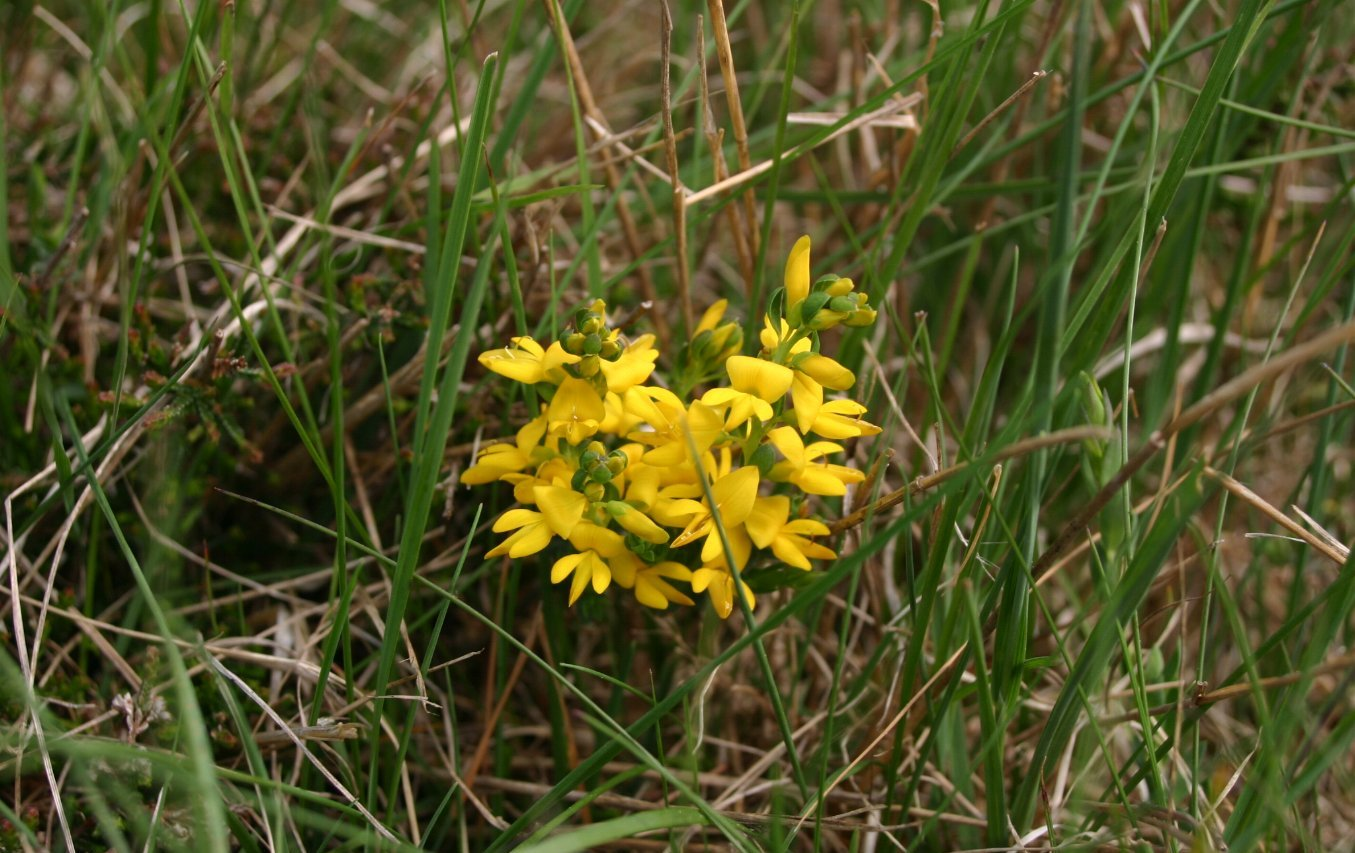
Blütenstand

### Vegetative Merkmale
Der Englische Ginster ist ein überwinternd grüner Zwergstrauch und erreicht Wuchshöhen von 30 bis 40 Zentimetern, selten bis zu einem Meter. Er bildet einfache, graugrüne und kahle Laubblätter ohne Nebenblätter. Die Blattspreiten werden 3 bis 7 Millimeter lang und bis zu 4 Millimeter breit. Sie sind an den Blütensprossen eiförmig, sonst spitz und lanzettlich. In den Blattachseln und an den aus Kurztrieben hervorgegangenen Dornen stehen häufig kleine Blättchen.  Die niederliegenden bis aufsteigenden Stängel sind nicht geflügelt. Ältere Äste sind dicht mit 1 bis 2 Zentimeter langen, weichen, abstehenden Dornen besetzt. Junge Zweige sind ohne Dornen und dicht beblättert.

### Generative Merkmale
Die Blütezeit erstreckt sich von Mai bis Juni. Es werden kurze, 1 bis 3 Zentimeter lange traubige Blütenstände gebildet. Die Trauben umfassen meist 5 bis 10 Blüten, im Spätsommer oft nur 1 bis 3 Blüten.  Die Tragblätter sind eiförmig und länger als die Blütenstiele. Die zwittrigen Blüten sind als Schmetterlingsblüte zygomorph und fünfzählig mit doppelter Blütenhülle. Der Kelch hat eine kurze Röhre, eine zweizähnige Oberlippe und eine dreizähnige Unterlippe. Die Fahne ist spitz, länger als die kleinen Flügel und kürzer als das geschlossene Schiffchen.
Die Hülsenfrucht ist kahl und etwas aufgeblasen. Sie ist 14 bis 20 Millimeter lang und 4 bis 5 Millimeter breit, hellbraun und etwas gebogen. Sie nethält 4 bis 10 Samen.
Die Chromosomenzahl beträgt 2n = 42, seltener 48.

## Ökologie
Beim Englischen Ginster handelt es sich um einen mesomorphen, verholzenden Chamaephyten. Seine Bestäuber sind Hummeln, die Honigbiene und kurzrüsselige Apiden.

## Vorkommen und Gefährdung
Das Verbreitungsgebiet des Englischen Ginsters umfasst Marokko, Portugal, Spanien, Frankreich, Großbritannien, Belgien, die Niederlande, Deutschland, Dänemark, Schweden und Italien. Die Art fehlt in Österreich und in der Schweiz sowie auf weite Strecken in Mittel- und Süddeutschland.
Der Englische Ginster besiedelt Zwergstrauchheiden, Borstgrasrasen, Silikatmagerrasen und Waldsäume. Er gedeiht meist auf frischen, mäßig nährstoff- und basenreichen, kalkarmen, mäßig sauren Sand- oder steinigen Lehmböden. Genista anglica ist in Norddeutschland eine Kennart der Pflanzengesellschaften der Sandginsterheiden (Genisto anglicae-Callunetum) aus dem Verband Genistion pilosae. In Südschwarzwald kommt er auch in Gesellschaften des Verbands Violion caninae vor. Der Englische Ginster gilt in einigen Bundesländern Deutschlands als gefährdet.

## Systematik
Die Erstbeschreibung von Genista anglica erfolgte 1753 durch Carl von Linné in Species Plantarum, Tomus 2, S. 710.
Von Genista anglica gibt es etwa zwei Unterarten:
- Genista anglica L. subsp. anglica
- Genista anglica subsp. ancistrocarpa (Spach) Maire (Syn.: Genista ancistrocarpa Spach): Sie kommt von Marokko bis Spanien und Portugal vor. Die Chromosomenzahl beträgt 2n = 48. Sie steigt nur bis zu 20 Meter Meereshöhe auf.[5]

## Trivialnamen
Für Delmenhorst ist als Trivialname auch die Bezeichnung Stäckheide überliefert.